# Antonio Palocci
Antonio Palocci Filho, né le 4 octobre 1960 à Ribeirão Preto, est un médecin et un homme politique brésilien, membre du Parti des travailleurs (PT).

## Biographie
Antonio Palocci est l'un des membres fondateurs du PT, dont il dirige la section de São Paulo de 1997 à 1998.
Membre de l'Assemblée législative de l'État de São Paulo de 1990 à 1992, il est maire de Ribeirão Preto de 1993 à 1996 et de 2001 à 2002. Il est membre de la Chambre des députés du Brésil une première fois de 1999 à 2000. 
En janvier 2003, il est nommé ministre des finances par le président Luiz Inácio Lula da Silva et conserve ce poste jusqu'au 27 mars 2006, date à laquelle il est remplacé par Guido Mantega. Il est député une seconde fois de 2007 à 2010, avant d'être nommé par la présidente Dilma Rousseff chef du cabinet en janvier 2011. Il démissionne le 7 juin de la même année.
Le 26 septembre 2016, il est arrêté par la police fédérale et placé en détention dans le cadre de l'opération Lava Jato.